# Hrvatski rukometni kup za muškarce 2021./22.
Hrvatski rukometni kup za muškarce za sezonu 2021./22. je devetnaesti put zaredom osvojio klub Prvo plinarsko društvo (PPD) iz Zagreba.

## Sudionici
| | |
| - izravno kvalificirani - Dubrava, Zagreb - Nexe, Našice - Poreč, Poreč - PPD Zagreb, Zagreb - Sesvete, Sesvete, Zagreb - Varaždin 1930, Varaždin | - preko regionalnih kupova - Bjelovar, Bjelovar - Gorica, Velika Gorica - Ivančica, Ivanec - Moslavina, Kutina - Osijek, Osijek - Ribola Kaštela, Kaštel Gomilica, Kaštela - Spačva, Vinkovci - Trogir, Trogir - Umag, Umag - Zamet, Rijeka |

## Rezultati

### Osmina završnice
| datum             | mjesto odigravanja | par                                            | rez.  | napomene | izvještaj                                                                 |
| ----------------- | ------------------ | ---------------------------------------------- | ----- | -------- | ------------------------------------------------------------------------- |
| 8. veljače 2022.  | Trogir             | Trogir - PPD Zagreb                            | 25:28 |          | Arhivirana inačica izvorne stranice od 13. srpnja 2022. (Wayback Machine) |
| 10. veljače 2022. | Kaštel Sućurac     | Ribola Kaštela (Kaštel Gomilica) - Nexe Našice | 24:37 |          | Arhivirana inačica izvorne stranice od 13. srpnja 2022. (Wayback Machine) |
| 15. veljače 2022. | Bjelovar           | Bjelovar - Spačva Vinkovci                     | 27:24 |          | Arhivirana inačica izvorne stranice od 13. srpnja 2022. (Wayback Machine) |
| 16. veljače 2022. | Osijek             | Osijek - Varaždin 1930                         | 31:30 |          | Arhivirana inačica izvorne stranice od 13. srpnja 2022. (Wayback Machine) |
| 16. veljače 2022. | Kutina             | Moslavina Kutina - Zamet Rijeka                | 30:26 |          | Arhivirana inačica izvorne stranice od 13. srpnja 2022. (Wayback Machine) |
| 16. veljače 2022. | Zagreb             | Sesvete - Gorica (Velika Gorica)               | 30:29 |          | Arhivirana inačica izvorne stranice od 13. srpnja 2022. (Wayback Machine) |
| 16. veljače 2022. | Zagreb             | Dubrava Zagreb - Umag                          | 27:25 |          | Arhivirana inačica izvorne stranice od 13. srpnja 2022. (Wayback Machine) |
| 16. veljače 2022. | Ivanec             | Ivančica Ivanec - Poreč                        | 26:34 |          | Arhivirana inačica izvorne stranice od 13. srpnja 2022. (Wayback Machine) |

### Četvrtzavršnica
| datum             | mjesto odigravanja | par                         | rez.  | napomene | izvještaj                                                                 |
| ----------------- | ------------------ | --------------------------- | ----- | -------- | ------------------------------------------------------------------------- |
| 6. travnja 2022.  | Osijek             | Osijek - Sesvete            | 25:26 |          | Arhivirana inačica izvorne stranice od 13. srpnja 2022. (Wayback Machine) |
| 6. travnja 2022.  | Zagreb             | PPD Zagreb - Dubrava Zagreb | 35:20 |          | Arhivirana inačica izvorne stranice od 13. srpnja 2022. (Wayback Machine) |
| 6. travnja 2022.  | Poreč              | Poreč - Moslavina Kutina    | 30:25 |          | Arhivirana inačica izvorne stranice od 13. srpnja 2022. (Wayback Machine) |
| 10. svibnja 2022. | Našice             | Nexe Našice - Bjelovar      | 35:23 |          | Arhivirana inačica izvorne stranice od 13. srpnja 2022. (Wayback Machine) |

### Završni turnir
Igrano od 13. do 15. svibnja 2022.  u Poreču u dvorani "Žatika".
| datum             | mjesto odigravanja | klub1         | rez.          | klub2         | napomene                    | izvještaj                                                                 |
| poluzavršnica     | poluzavršnica      | poluzavršnica | poluzavršnica | poluzavršnica | poluzavršnica               | poluzavršnica                                                             |
| ----------------- | ------------------ | ------------- | ------------- | ------------- | --------------------------- | ------------------------------------------------------------------------- |
| 13. svibnja 2022. | Poreč              | Nexe Našice   | 29:23         | Sesvete       |                             | Arhivirana inačica izvorne stranice od 13. srpnja 2022. (Wayback Machine) |
| 13. svibnja 2022. | Poreč              | Poreč         | 18:28         | PPD Zagreb    |                             | Arhivirana inačica izvorne stranice od 13. srpnja 2022. (Wayback Machine) |
|                   |                    |               |               |               |                             |                                                                           |
| za pobjednika     |                    |               |               |               |                             |                                                                           |
| 15. svibnja 2022. | Poreč              | PPD Zagreb    | 30:27         | Nexe Našice   | "PPD Zagreb" pobjednik kupa | Arhivirana inačica izvorne stranice od 13. srpnja 2022. (Wayback Machine) |

## Vanjske poveznice
- hrs.hr, Hrvatski rukometni savez
- hrs.hr, Kup Hrvatske